# Johnny Avalos
Johnny Joe Avalos (nacido el 1 de diciembre de 1986) es un asesino en serie estadounidense que violó y estranguló fatalmente a cuatro mujeres y una adolescente en San Antonio, Texas, entre 2012 y 2015. Estranguló a cada víctima con sus manos y también usó bolsas de plástico en tres instancias. Estuvo relacionado con los asesinatos a través del ADN y posteriormente fue arrestado en abril de 2015. Tres años después, se declaró culpable de los crímenes y recibió dos cadenas perpetuas simultáneas sin posibilidad de libertad condicional. Ahora se encuentra recluido en un centro penitenciario de máxima seguridad.

## Vida personal
Ávalos nació el 1 de diciembre de 1986. Un hombre con discapacidad intelectual, ha vivido en el lado sur de San Antonio durante la mayor parte de su vida. Antes de los asesinatos, nunca se casó y fue arrestado varias veces por realizar amenazas terroristas, conductas criminales y posesión de una sustancia controlada. Por las noches, Ávalos solía acechar a mujeres, en su mayoría prostitutas, después de terminar su turno como lavaplatos en un restaurante cerca del centro.

## Asesinatos
El modus operandi de Ávalos consistía en violar, en ocasiones robar y estrangular a sus víctimas con las manos y bolsas de plástico. Además de los cinco asesinatos conocidos que se le atribuyen, Ávalos afirmó que al menos 20 posibles víctimas escaparon antes de que él pudiera asesinarlas. Aunque describió cada una de las supuestas agresiones, no se ha encontrado ninguna evidencia real que corrobore esas afirmaciones.
A principios de octubre de 2012, Ávalos asesinó a su primera víctima conocida, Vanessa López, de 25 años, estrangulándola. Unos días después, su cuerpo fue encontrado flotando río abajo en el río San Antonio en una parte de Mission Reach. López resultó ser una de las seis mujeres encontradas muertas en circunstancias sospechosas en el Condado de Béxar durante un período de seis meses. Circularon rumores de que un asesino en serie era el responsable de las muertes, pero el jefe de policía dijo que no había pruebas que respaldaran esa posibilidad. El médico forense del condado de Bexar dictaminó que casi todas las causas de muerte de las mujeres, incluida la de López, eran indeterminadas.
El 18 de diciembre de 2014, Ávalos violó y estranguló fatalmente a Natalie Chávez, una joven de 15 años fugitiva. Luego arrojó su cuerpo desnudo debajo del puente de la calle Vera Cruz sobre Apache Creek en el lado oeste de San Antonio. Aproximadamente a las 10:00 am de la mañana siguiente, un hombre llamó a la policía después de descubrir su cuerpo. Al llegar, los investigadores notaron que su cuerpo mostraba signos de lucha y su muerte fue rápidamente declarada homicidio. Aunque se encontró ADN en la escena del crimen, no se comparó con Ávalos hasta el siguiente abril.
Aproximadamente el 10 de enero de 2015, Ávalos estranguló hasta la muerte a Rosemary Pérez, de 28 años. Su cuerpo fue encontrado envuelto en una sábana en una acera de la cuadra 2100 de San Fernando dos días después. El 4 de abril de 2015, golpeó y estranguló a Genevieve Ramírez, de 46 años. Ramírez fue encontrada inconsciente en un callejón cubierto de césped a lo largo de la cuadra 100 de Avondale. Estaba desnuda de cintura para abajo y tenía hematomas, pero no signos evidentes de trauma. Los paramédicos la llevaron de urgencia a un hospital, donde murió a causa de sus heridas dos meses después. El 15 de abril de 2015, el cuerpo en descomposición de la última víctima de Ávalos, Celia López, de 29 años, fue encontrado en la cuadra 4400 de Presa Sur. Había sufrido traumatismos en la cabeza y la cara. Los investigadores recuperaron ADN de la ropa interior masculina encontrada cerca de su cuerpo.

## Arresto y procesamiento
El 12 de abril de 2015, Ávalos fue arrestado por violación de una menor en relación con el asesinato de Natalie Chávez. Aunque creían que él también era responsable de su asesinato, todavía no tenían pruebas suficientes para acusarlo de ello. Durante el interrogatorio, afirmó que pagó para tener relaciones sexuales con Chávez pero no sabía cuántos años tenía ella. Sin embargo, su afirmación de sexo por dinero no tiene fundamento y luego admitió conocer su edad real. Después de que se reunieron más pruebas, Ávalos fue acusado de los asesinatos de Chávez, Pérez, Ramírez y Celia López. No estuvo relacionado con el asesinato de Vanessa López hasta el año siguiente. El 29 de noviembre de 2016, fue acusado formalmente de homicidio capital. Debido a su discapacidad intelectual, se consideró que no podía recibir la pena de muerte. En 2019, se declaró culpable de los cargos y recibió dos cadenas perpetuas simultáneas sin posibilidad de libertad condicional. Como parte de su acuerdo de culpabilidad, admitió su culpabilidad en los cinco asesinatos. Permanece encarcelado en la Unidad Preston E. Smith en Lamesa, Texas.